# Yachiyo, Chiba

Yachiyo (八千代市 Yachiyo-shi?), este un municipiu din Japonia, prefectura Chiba.